# Stonesia
Genre
Stonesia est un genre de plantes à fleurs de la famille des Podostemaceae.

## Liste d'espèces
Selon Catalogue of Life (27 septembre 2017) :
- Stonesia fascicularis G. Taylor
- Stonesia ghoguei E.Pfeifer & Rutish.
- Stonesia gracilis G. Taylor
- Stonesia heterospathella G. Taylor
- Stonesia taylorii C. Cusset

Selon NCBI (27 septembre 2017) :
- Stonesia ghoguei

Selon The Plant List (27 septembre 2017) :
- Stonesia fascicularis G. Taylor
- Stonesia gracilis G. Taylor

Selon Tropicos (27 septembre 2017) (Attention liste brute contenant possiblement des synonymes) :
- Stonesia fascicularis G. Taylor
- Stonesia ghoguei E. Pfeifer & Rutish.
- Stonesia gracilis G. Taylor
- Stonesia heterospathella G. Taylor